# 斯塔拉河
斯塔拉河（烏克蘭語：Стара），是烏克蘭的河流，位於該國西部外喀爾巴阡州，屬於拉托里察河的右支流，流經烏日霍羅德區和穆卡切沃區，河道全長40公里，流域面積461平方公里。